# 桃饅頭

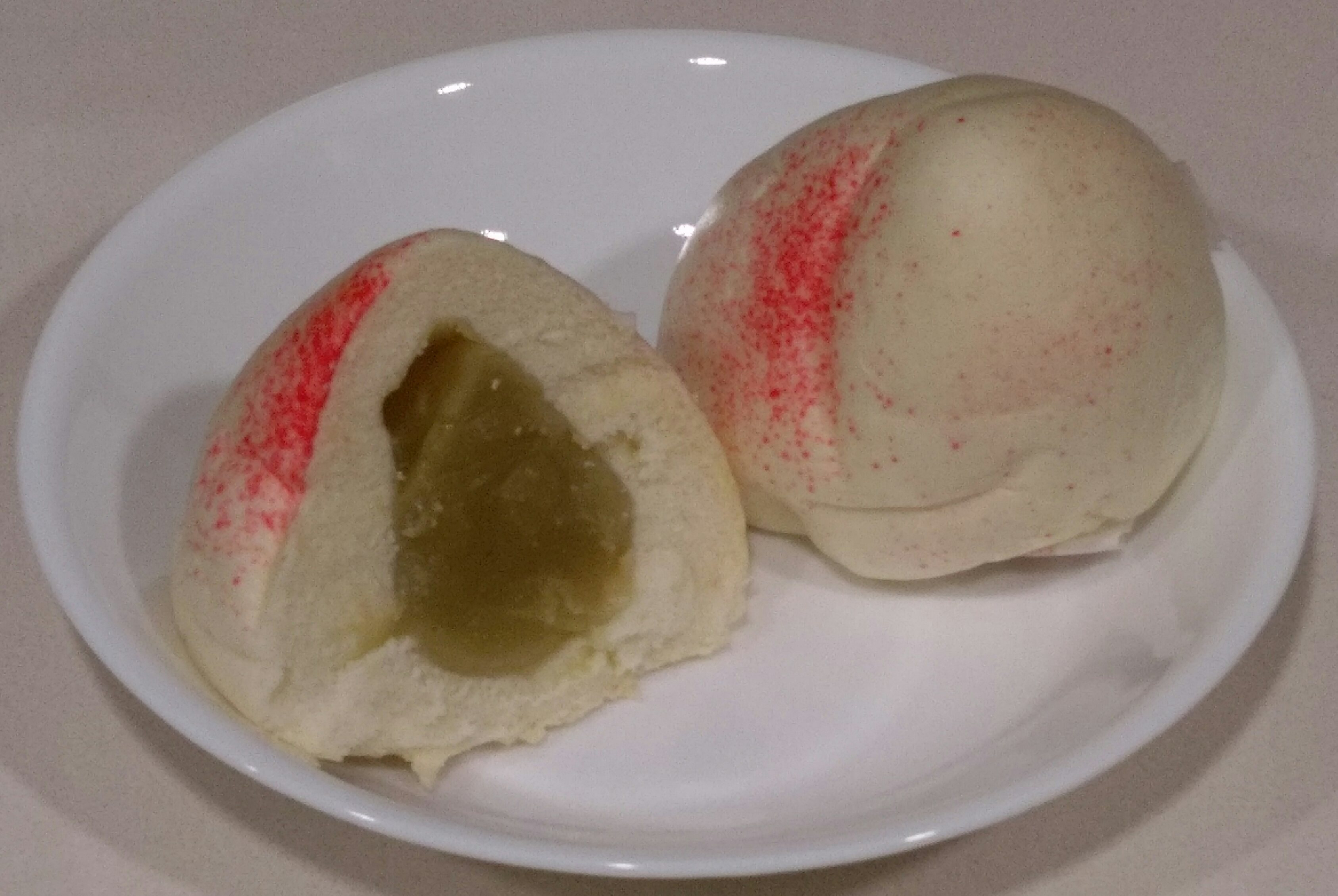
中国の桃饅頭

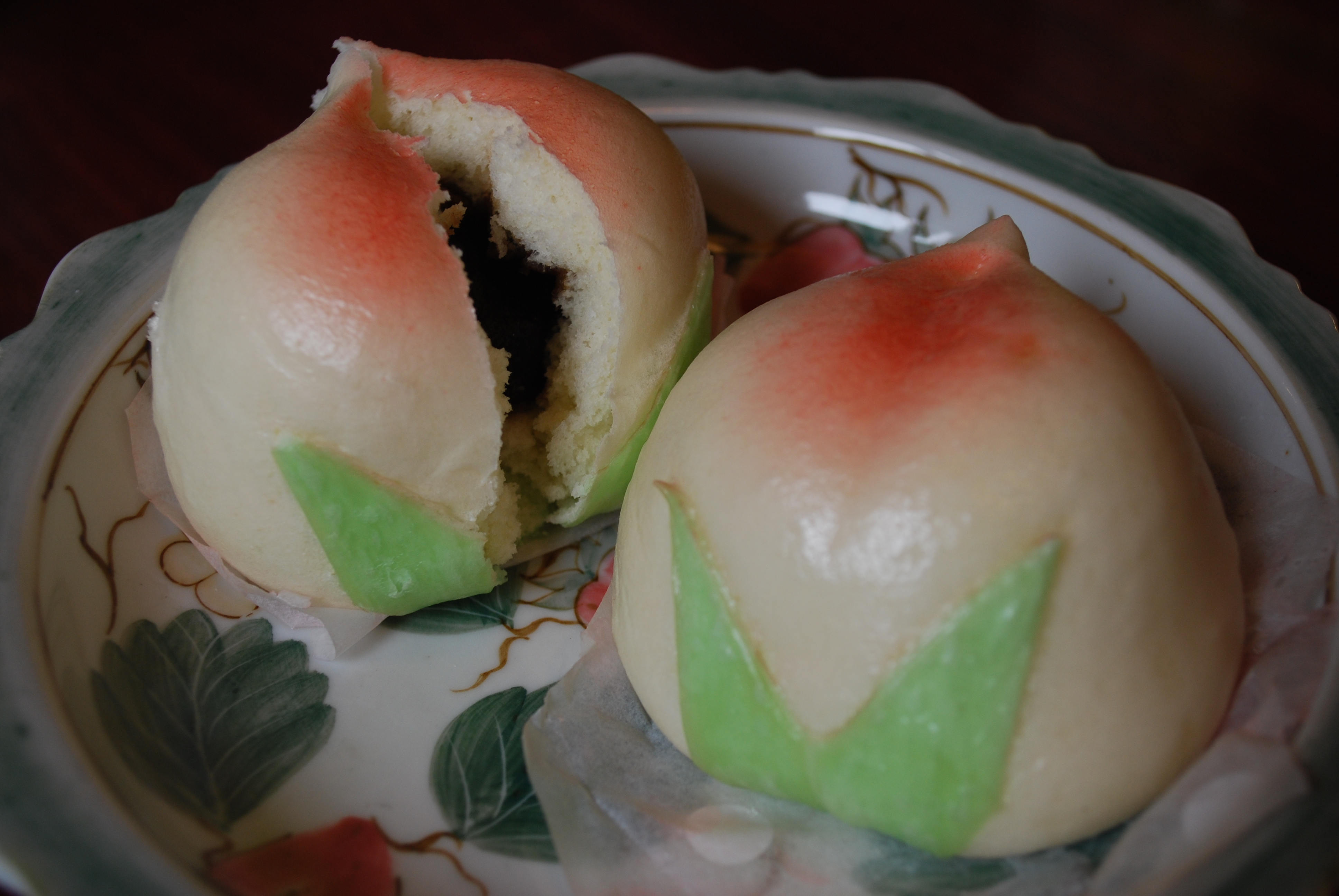
日本で販売されている桃饅頭

桃饅頭（ももまんじゅう、中国語:寿桃、寿桃包）は、中華料理の包子である蓮蓉包の一種。

## 概要
小麦粉製の皮で餡を包み、それを桃の形にして蒸しあげて作る。
餡には、小豆餡やハスの実を使った餡が使われることがある。外観は桃の形を模しており、先端部分は赤色、それ以外の部分は白色を呈する。時には、葉を模した緑色の飾りをつけることもある。 
桃饅頭は、中国の民間伝承にある、数千年ごとに熟し、食べた人間に不老不死をもたらすという「蟠桃」を表現している。 
桃饅頭はふつう、高齢者の誕生日など長寿を祝う席で出される。 

## 日本での受容
沖縄県には、桃饅頭に類似した李桃餅(りとうぺん)、あるいは桃菓子（ももぐぁーし）と呼ばれる菓子が存在する。また長崎県の郷土菓子である桃カステラも、桃饅頭の影響を受けた菓子である。